# Кушниця (річка)
Лисичанка (Кушниця) — річка в Україні, у межах Іршавського району Закарпатської області. Ліва притока Боржави (басейн Дунаю).Утворюється злиттям струмків Васькова та Великий Луб’янчик в с.Лисичово.

## Опис
Довжина 18 км, площа басейну 106 км². Похил річки 51 м/км. Річка типово гірська. Долина вузька, заліснена (здебільшого у верхній течії). Річище слабозвивисте, кам'янисте з численними порогами та перекатами.

## Розташування
Лисичанка (Кушниця) бере початок при західних схилах гори Кук (масив Полонина Боржава), на схід від села Лисичово. Тече спершу переважно на захід, від села Лисичово до села Кушниці — на південь. Впадає до Боржави біля південної частини села Кушниці.

## Притоки
Васькова, Тросна, Потік (праві)
Лисицький, Великий Луб’янчик, Квасівський  (ліві)
та численні гірські потічки.

## Світлини

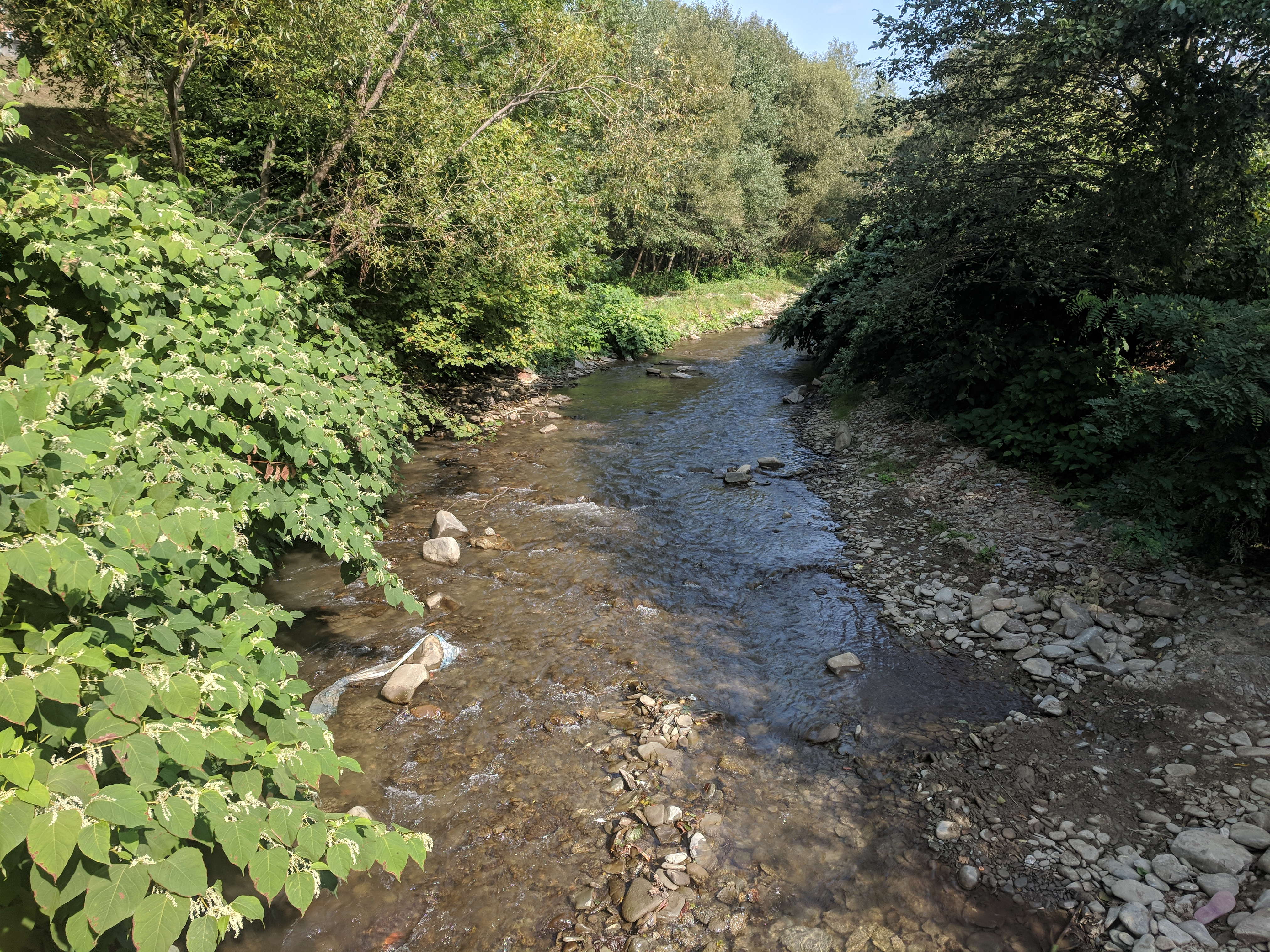
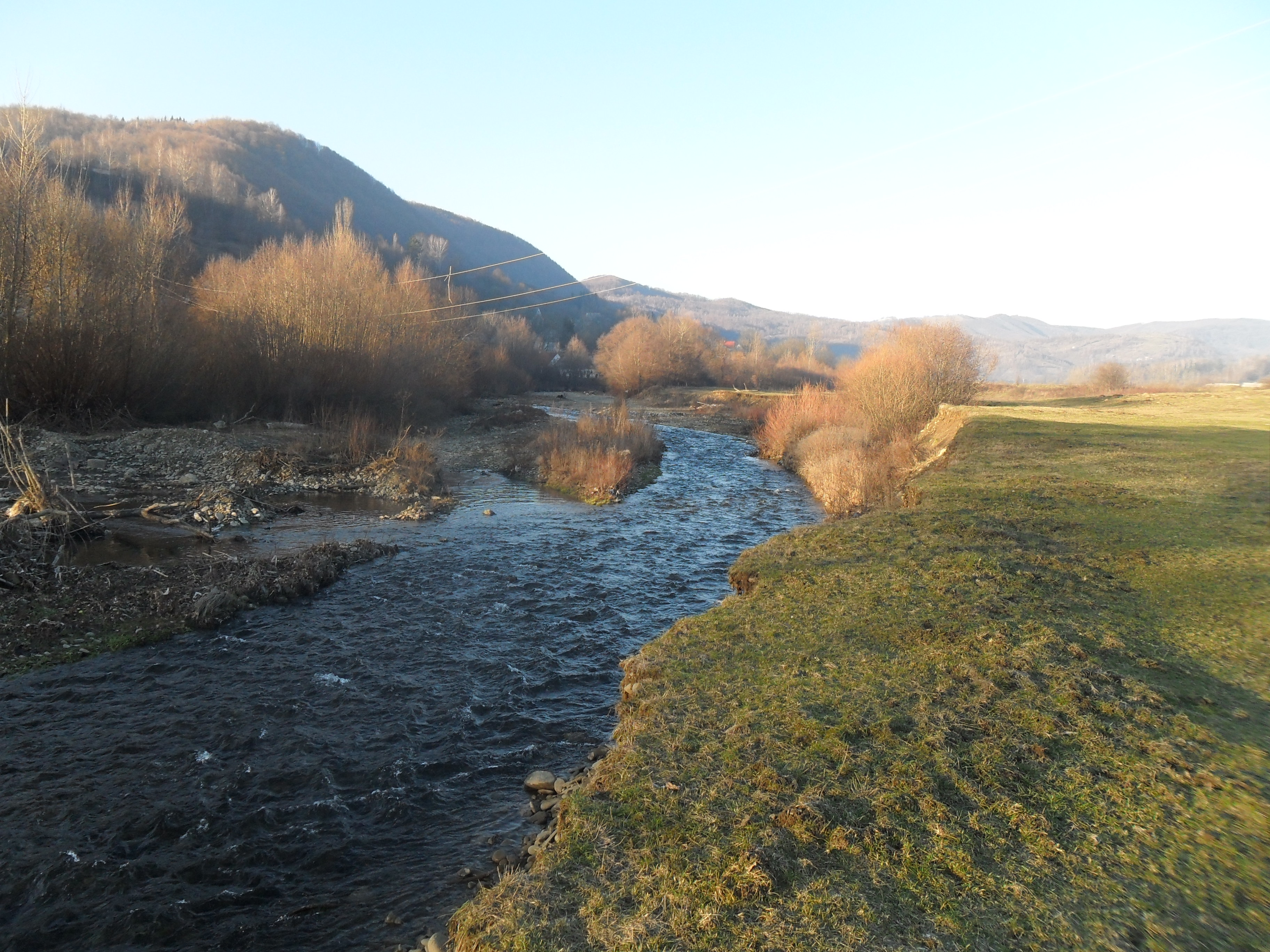
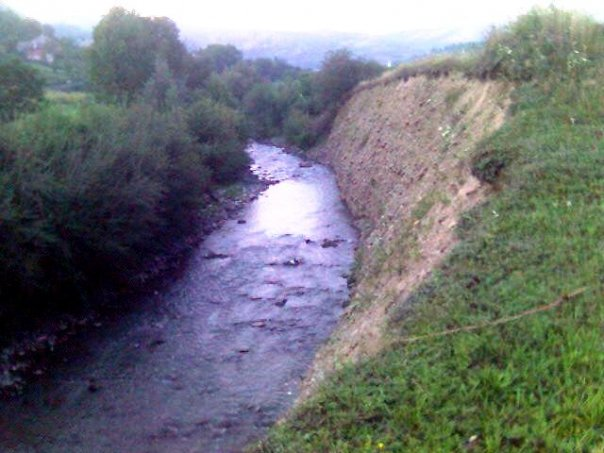
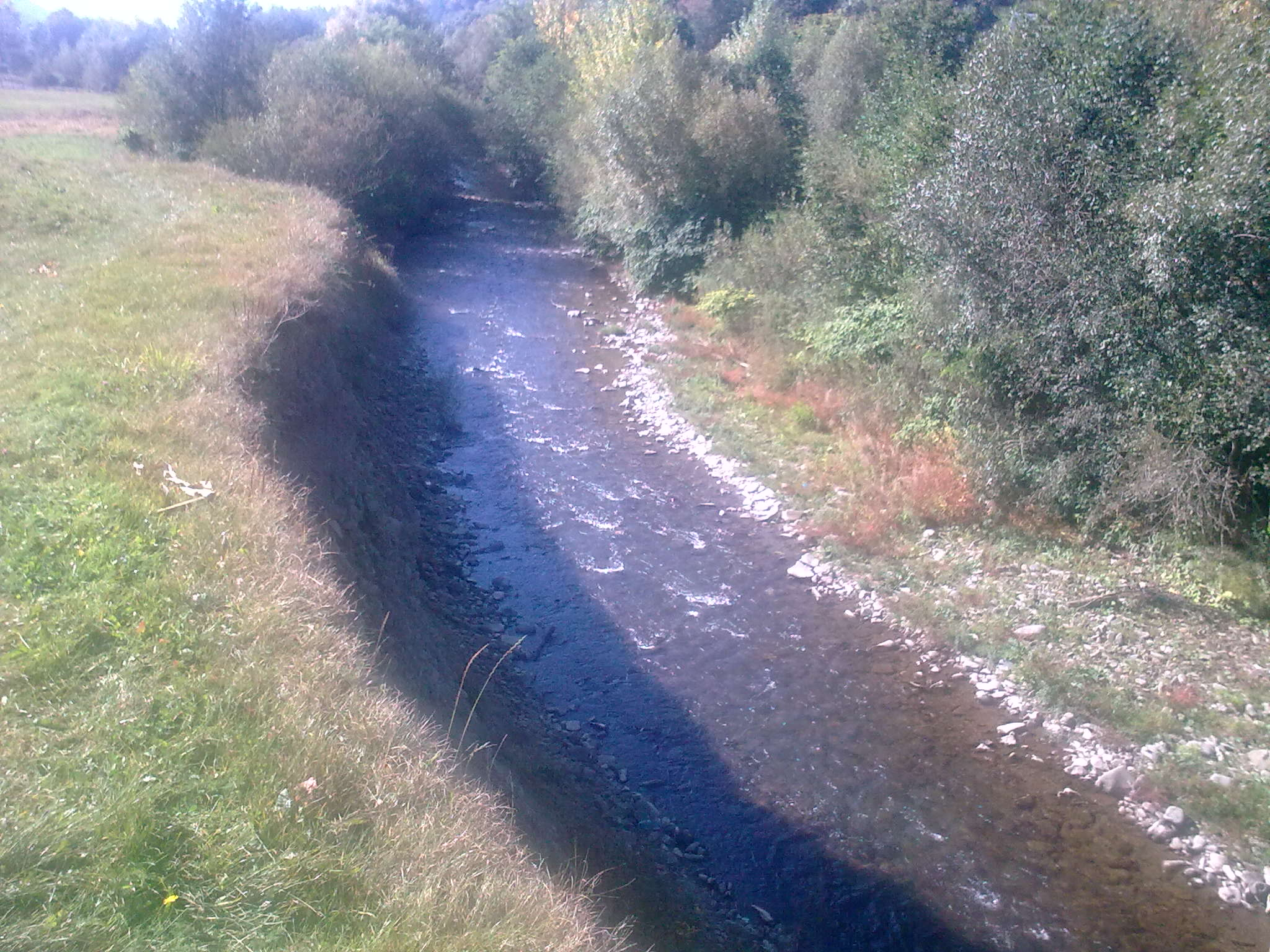